# Burlington (Vermont)
Burlington is een stad in de Amerikaanse staat Vermont. Burlington ligt in het westen van Vermont, op de oostelijke oever van het Champlainmeer zo'n 70 kilometer ten zuiden van de Canadese grens. De stad is gebouwd op een klein plateau zo'n 60 meter boven het waterpeil. Het is de hoofdplaats van Chittenden County en met 42.000 inwoners de grootste stad van Vermont. Burlington is een regionale universiteitsstad, de Universiteit van Vermont is er gevestigd.
Burlington staat bekend als de stad waarvan Bernie Sanders, senator en presidentskandidaat in 2016 en 2020, burgemeester was van 1981 tot 1989. Sindsdien is de stad steeds (met uitzondering van 1993–1995) geleid door een coalitie van Democraten en Progressieven.

## Verkeer

### Vliegverkeer
Aan de oostzijde van de stad ligt de luchthaven, Burlington International Airport, met vliegverbindingen naar New York, Washington D.C., Philadelphia, Chicago, Atlanta en Charlotte. De IATA-code is BTV.

### Wegvervoer
Burlington is via de I89 in oostelijke richting verbonden met Concord en in noordelijke richting met Highgate aan de Canadese grens (richting Montreal).
Richting het zuiden ligt de US7 die langs het Champlainmeer loopt naar Norwalk (richting New York).

### Openbaar vervoer

#### Railvervoer
Vanuit het spoorwegstation in Burlington rijdt de "Ethan Allen Express" eenmaal per dag naar New York. Het station Essex Junction-Burlington in het nabijgelegen Essex ligt aan de Vermonter-lijn tussen St. Albans en New Haven.

#### Busvervoer
Het busvervoer rond Burlington wordt verzorgd door Green Mountain Transit met 14 buslijnen binnen Chittenden County, 11 schoolbuslijnenen, 14 buslijnenen naar en in Capital District (Washington County) en 4 buslijnen ten behoeve van Franklin & Grand Isle.

## Stedenband
- Bethlehem (Palestina) en  Arad (Israël), sinds 1991[2]
- Burlington (Ontario, Canada), sinds 1998[2]
- Honfleur (Frankrijk), sinds 2014[2]
- Moss Point (Mississippi, VS), sinds 2005[2]
- Nishinomiya (Japan), sinds 1998[2]
- Puerto Cabezas (Nicaragua), sinds 1984[2][3]
- Jaroslavl (Rusland), sinds 1988[2]

Burlington is ook lid van "Sister Lakes", een samenwerkingsverband tussen plaatsen aan een meer.

## Bekende inwoners van Burlington

### Geboren
- John Dewey (1859-1952), pedagoog
- James Rowland Angell (1869-1949), psycholoog
- Grace Coolidge (1879-1957), first lady
- Harry Blanchard (1929-1960), autocoureur
- Jeanne Ashworth (1938-2018), schaatsster
- Ted Bundy (1946-1989), seriemoordenaar
- Will Lyman (1948), acteur
- Tristan Honsinger (1949-2023), jazz-cellist
- Ryan Cochran-Siegle (1992), alpineskiër
- Atle Lie McGrath (2000), alpineskiër
- Sophie Nyweide (2000-2025), kindactrice

### Overleden
- Veronica Lake (1922-1973), actrice en pin-up model